# Chilly-le-Vignoble
Chilly-le-Vignoble ist eine französische Gemeinde im Département Jura in der Region Bourgogne-Franche-Comté. Sie gehört zum Arrondissement Lons-le-Saunier und zum Kanton Lons-le-Saunier-2. 
Das Gemeindegebiet wird vom Flüsschen Sorne durchquert. Die Nachbargemeinden sind Courlans im Norden, Messia-sur-Sorne im Osten, Gevingey im Süden, Frébuans im Westen und Courlaoux im Nordwesten.

## Bevölkerungsentwicklung
| Jahr                       | 1962 | 1968 | 1975 | 1982 | 1990 | 1999 | 2008 | 2017 |
| -------------------------- | ---- | ---- | ---- | ---- | ---- | ---- | ---- | ---- |
| Einwohner                  | 326  | 350  | 396  | 385  | 375  | 390  | 527  | 667  |
| Quellen: Cassini und INSEE |      |      |      |      |      |      |      |      |

## Sehenswürdigkeiten
Die Dorfkirche Saint-Georges steht seit 2019 als Monument historique unter Denkmalschutz.

## Wirtschaft
Die Rebflächen in Chilly-le-Vignoble sind Teil des Weinanbaugebietes Côtes du Jura.

## Persönlichkeiten
- Charles Chamberland (1851–1908), Bakteriologe